# Regelbau 676

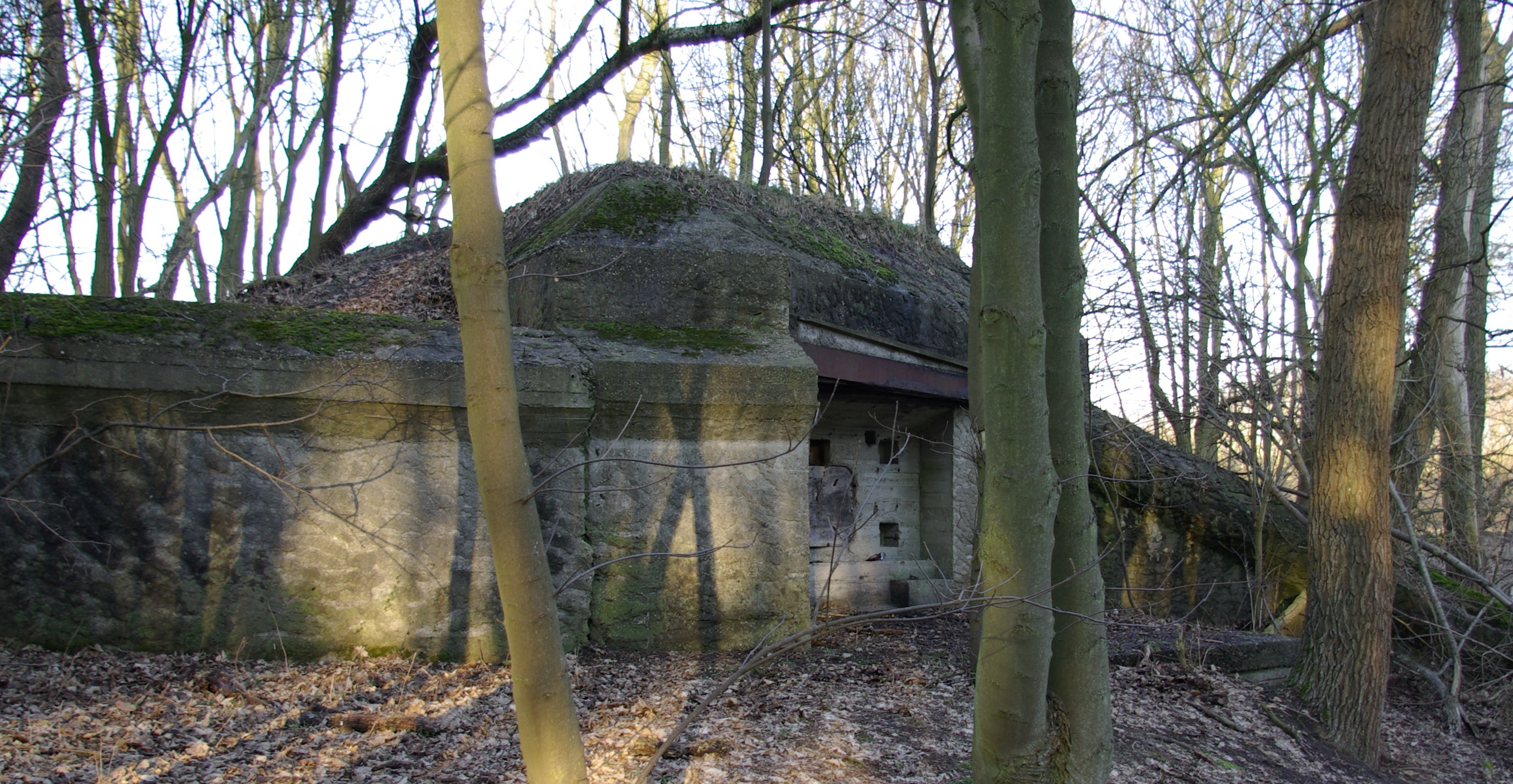
Casemate de type 676 à IJmuiden

La casemate de type Regelbau 676 est une casemate répondant au standard Regelbau. Sa mission est de servir d'abri pour un canon de 47 mm.

## Construction
Les premiers exemplaires ont été construits en 1943 le long du mur de l'Atlantique.
La construction nécessitait d'excaver 250 m3 de matériaux et la coulée de 355 m3 de béton.

## Architecture
La casemate fait 9,4 m de long pour 6,6 m de large et 4,6 m de haut.

## Exemplaires
Environ 69 exemplaires de cette casemate ont été construits.
Un exemplaire se trouve sur le territoire de la commune de Ijmuiden,,.